# Sainte-Gemmes-le-Robert
Sainte-Gemmes-le-Robert és un municipi francès situat al departament de Mayenne i a la regió de País del Loira. L'any 2007 tenia 833 habitants.

## Demografia

### Població
El 2007 la població de fet de Sainte-Gemmes-le-Robert era de 833 persones. Hi havia 329 famílies de les quals 82 eren unipersonals (35 homes vivint sols i 47 dones vivint soles), 102 parelles sense fills, 114 parelles amb fills i 31 famílies monoparentals amb fills.
La població ha evolucionat segons el següent gràfic:
Habitants censats

### Habitatges
El 2007 hi havia 408 habitatges, 330 eren l'habitatge principal de la família, 48 eren segones residències i 30 estaven desocupats. 388 eren cases i 12 eren apartaments. Dels 330 habitatges principals, 259 estaven ocupats pels seus propietaris, 71 estaven llogats i ocupats pels llogaters i 1 estava cedit a títol gratuït; 3 tenien una cambra, 16 en tenien dues, 59 en tenien tres, 86 en tenien quatre i 167 en tenien cinc o més. 294 habitatges disposaven pel capbaix d'una plaça de pàrquing. A 119 habitatges hi havia un automòbil i a 183 n'hi havia dos o més.

### Piràmide de població
La piràmide de població per edats i sexe el 2009 era:
| Homes | Edats   | Dones |
| ----- | ------- | ----- |
| 0     | 95 o +  | 0     |
| 0     | 90 a 94 | 0     |
| 4     | 85 a 89 | 8     |
| 4     | 80 a 84 | 16    |
| 8     | 75 a 79 | 12    |
| 24    | 70 a 74 | 16    |
| 12    | 65 a 69 | 20    |
| 16    | 60 a 64 | 12    |
| 32    | 55 a 59 | 8     |
| 28    | 50 a 54 | 28    |
| 32    | 45 a 49 | 20    |
| 28    | 40 a 44 | 16    |
| 28    | 35 a 39 | 24    |
| 40    | 30 a 34 | 36    |
| 32    | 25 a 29 | 28    |
| 4     | 20 a 24 | 4     |
| 32    | 15 a 19 | 28    |
| 40    | 10 a 14 | 20    |
| 8     | 5 a 9   | 48    |
| 28    | 0 a 4   | 20    |

## Economia
El 2007 la població en edat de treballar era de 529 persones, 404 eren actives i 125 eren inactives. De les 404 persones actives 375 estaven ocupades (210 homes i 165 dones) i 31 estaven aturades (14 homes i 17 dones). De les 125 persones inactives 65 estaven jubilades, 37 estaven estudiant i 23 estaven classificades com a «altres inactius».

### Ingressos
El 2009 a Sainte-Gemmes-le-Robert hi havia 331 unitats fiscals que integraven 855 persones, la mediana anual d'ingressos fiscals per persona era de 16.727 €.

### Activitats econòmiques
Dels 14 establiments que hi havia el 2007, 1 era d'una empresa alimentària, 3 d'empreses de construcció, 4 d'empreses de comerç i reparació d'automòbils, 1 d'una empresa d'hostatgeria i restauració, 2 d'empreses d'informació i comunicació, 1 d'una empresa immobiliària i 2 d'empreses de serveis.
Dels 2 establiments comercials que hi havia el 2009, 1 era una botiga de menys de 120 m² i 1 una fleca.
L'any 2000 a Sainte-Gemmes-le-Robert hi havia 65 explotacions agrícoles que ocupaven un total de 1.794 hectàrees.

## Equipaments sanitaris i escolars
El 2009 hi havia 1 escola elemental i 1 escola elemental integrada dins d'un grup escolar amb les comunes properes formant una escola dispersa.

## Poblacions més properes
El següent diagrama mostra les poblacions més properes.